# Tomintoul (distillerie)
Pour les articles homonymes, voir Tomintoul.
Tomintoul est une distillerie de whisky fondée en 1964 à Ballindalloch, dans le council area de Moray en Écosse.

## Histoire
La distillerie Tomintoul fut fondée par les sociétés de vente de whisky W. & S. Strong & Co et Hay & HacLeod & Co en 1964, dans le prestigieux secteur de Glenlivet, près de la rivière Avon, dans le Speyside. Elle porte le nom de l'un des plus hauts villages des Highlands (altitude 350 m). L'eau utilisée vient de la source Ballantruan, qui coule des collines de Cromdale.
La production débuta en juillet 1965. En 1973 l'entreprise possédée par la famille Fraser Scottish & Universal Investment Trust acheta les distilleries Tomintoul et Fettercairn, avant de revendre Tomintoul à Whyte and Mackay Ltd.
Cette jeune et moderne distillerie doubla sa capacité de production en 1974, année de lancement de son single malt.
Enfin, Angus Dundee Distillers Plc acheta la distillerie en 2000. Avant ce rachat, seulement 2 % de la production était vendue comme single malt, le reste allant à l'élaboration des blends de Whyte and Mackay.
En septembre 2007, la capacité de stockage de la distillerie est passée de 75 000 tonneaux à 116 000 tonneaux, dont certains datent de 40 ans.

## Caractéristiques
Le brassage est réalisé dans des cuves de type semi-Lauter. Les quatre alambics, chauffés à la vapeur, sont surmontés d'une sphère aplatie à la base de leur col (boil ball).

Le vieillissement de l'alcool se fait avec une combinaison de fûts en chêne ayant servi à la production de Bourbon et de fûts de Xérès.
Le single malt est relativement corpulent, marqué par des notes de céréale et de levures. Son goût, typique d'un whisky du Speyside, se développe sur la douceur et l'amertume de l'orge maltée ainsi que sur des notes boisées et vanillées.
Chaque année, la distillerie lance une campagne de production d'un whisky d'un goût plus tourbé, pendant environ deux semaines.

## Production
Le whisky de Tomintoul entre encore dans la composition des blends du groupe Whyte & MacKay, son propriétaire depuis 1973 jusqu'en 2000.
Embouteillages officiels
Depuis 2008, les seuls embouteillages commercialisés sont:
- Tomintoul 10 ans ;
- Tomintoul 16 ans ;
- Tomintoul 25 ans ;

Des embouteillages de 12 et 14 ans d'âge étaient auparavant commercialisés avec celui de 10 ans.
Embouteillages indépendants
Les embouteilleurs indépendants Adelphi, Cadenhead's et Signatory Vintage vendent également des versions de Tomintoul.